# Andrei Iancu
Andrei Iancu (n. aprilie 1968 la București) este un inginer și avocat american de origine română, specializat pe domeniul proprietății intelectuale.
A absolvit University of California, Los Angeles și inițial a fost inginer al companiei Hughes Aircraft. 
În prezent, este partener comanditat la firma de avocatură Irell & Manella LLP, ce are sediul în Los Angeles și se ocupă în mod deosebit de procese de proprietate intelectuală.
Ca avocat, a reprezentat clienți din domenii ca: testarea genetică, mediul online, echipamente medicale, telefonie, televiziune, sisteme de jocuri video.
De asemenea, predă un curs despre legea brevetelor în cadrul prestigioasei universităti din Los Angeles, unde este profesor adjunct.
L-a apărat pe Donald Trump în cadrul unui proces cu Mark Burnett Productions și compania NBC pentru drepturi de autor ale show-ului de televiziune "The Apprentice" ("Ucenicul").
Apreciindu-i valoarea, în august 2017, președintele american l-a nominalizat pentru funcția de director al Oficiului pentru Brevete și Mărci (United States Patent and Trademark Office).